# Feierhalle in der ehemaligen Reichsfinanzschule

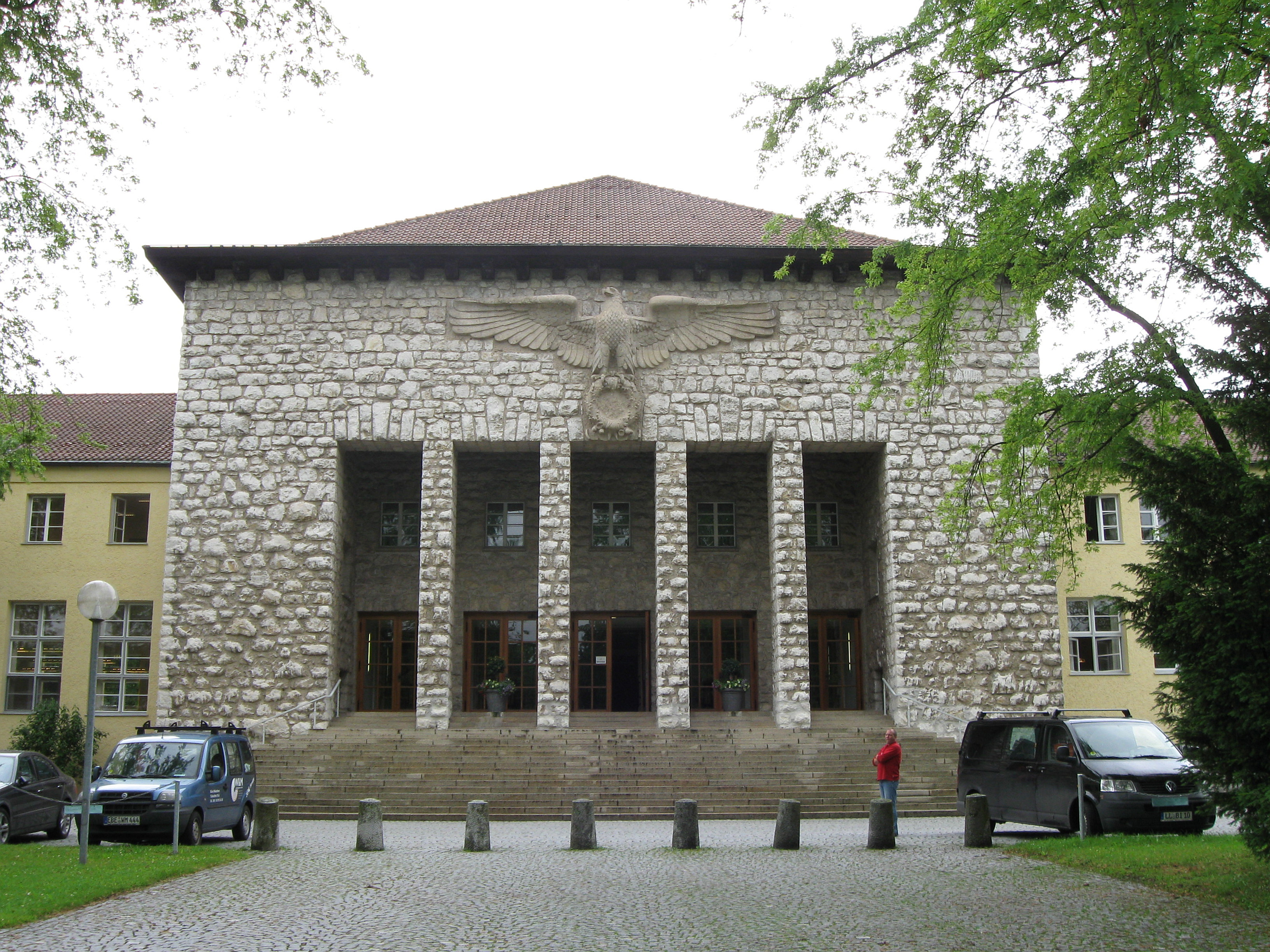
Feierhalle der ehemaligen Reichsfinanzschule

Die Feierhalle der ehemaligen Reichsfinanzschule in Herrsching am Ammersee, einer Gemeinde im oberbayerischen Landkreis Starnberg, wurde 1938 errichtet. Die Feierhalle auf dem umfangreichen Gelände der Hochschule für den öffentlichen Dienst in Bayern in der Rauscher Straße ist ein geschütztes Baudenkmal.
Nach Süden erhielt die Feierhalle, die circa 1000 Personen fassen konnte, eine 15-stufige Freitreppe, über der ein Reichsadler angebracht wurde, der in seinen Krallen ursprünglich ein Hakenkreuz hielt.
Die in der Hauptachse der ehemaligen Reichsfinanzschule gelegene Feierhalle wurde in den 1950er Jahren für die Bedürfnisse der Beamtenfachhochschule verändert und in den 1970er Jahren saniert. Nach erheblichen Feuchtigkeitsschäden im Dachbereich wurde die Dachkonstruktion mit über 23 Meter spannenden Massivholzbindern saniert und die Halle zu einer modernen Mehrzweckhalle umgestaltet.